# Kostanay
Kostanay (tiếng Kazakhstan: Қостанай / Qostanay), trước đây gọi là Kustanay (Nga: Кустанай, cho đến năm 1997) và Nikolayevsk (tiếng Nga: Николаевск, cho đến khi năm 1895), là một thành phố nằm ở phần phía bắc của Kazakhstan tại sông Tobol. Kostanay là trung tâm hành chính của tỉnh Kostanay. Dân số: 214.916 (kết quả điều tra dân số năm 2009), 222.816 người (kết quả điều tra dân số 1999).
Các tuyến đường vận chuyển chính kết nối các trung tâm khu vực với các thành phố sau đây ở Nga: Chelyabinsk, Magnitogorsk, Troitsk, Yekaterinburg, Kurgan và Tyumen. Chúng cũng kết nối với Astana, Almaty, Kazakhstan, và các khu vực liền kề. Dầu được cung cấp từ Nga và từ các nhà máy lọc dầu ở Kazakhstan bằng đường sắt.
Đường băng của sân bay Kostanay có thể chấp nhận các loại sau đây của máy bay Tu-134, Tu-154, An-22, Il-86 và một số dòng máy bay Boeing. Từ sân bay quốc tế Kostanay, có chuyến bay thường lệ và thuê chuyến nối với nhiều thành phố ở Kazakhstan, nhiều nước cộng hòa Liên Xô cũ, Đức (Frankfurt và Hanover), Các tiểu vương quốc Ả Rập thống nhất, Thổ Nhĩ Kỳ, và những nước khác. 